# Spicebird
Spicebird — персональний інформаційний менеджер, що базується на кодові Mozilla Thunderbird, розроблений індійською компанією Synovel. Він підтримує e-mail, органайзер і миттєвий обмін повідомленнями.